# Kim Hyun-mee
Kim Hyun-mee, född 20 september 1967, är en sydkoreansk handbollsspelare (mittnia). Hon var med och tog OS-guld 1988 i Seoul. Hon togs ut till turneringens all star-lag och utsågs till Årets bästa handbollsspelare i världen 1989 av IHF.